# Hästesko Fortuna
Hästesko-Fortuna var en svensk adelsätt vars stiftare var Jakob Carlsson Skoo, brorson till Linved Klassen, Hästesko af Målagård. Jakob Carlsson Skoo adlades 23 september 1639 och ätten introducerades 1642 på svenska riddarhuset och utslocknade 1909. Enligt traditionen förklaras namnet och hjälmprydnaden – en fortuna stående på ett klot mellan tvenne gyllene horn – av att han en gång då Gustav II Adolfs häst sårats av en kula i foten lämnat kungen sin häst och räddat honom sägande: "Lyckan råkar man, när kulan råkar hästeskon."
Äldre sätesgård för släkten är Sjundby gård som bland annat fungerade som kungsgård. Drottning Kristina har bland andra stått som ägare av gården.